# کمبل، قلمرو پایتختی استرالیا
کمبل (به انگلیسی: Campbell) یک حومه شهر در استرالیا است که در قلمرو پایتختی استرالیا واقع شده است.